# Васлуй
Васлуй (на румънски: Vaslui) е град в Румъния, административен център на окръг Васлуй. За първи път е споменат през 1375 г. Преброяването на населението от 2002 г. отчита 70 571 души.
Васлуй се намира на 70 км южно от Яш, в долината на река Бърлад, близо до слива на реките Васлуйец и Ракова, на границата между Колинеле Тутовей и Средномолдовското плато. Координати: 46°38′18″ с. ш. 27°43′45″ и. д. / 46.638333° с. ш. 27.729167° и. д.. В рамките на община Васлуй се включват и селата Моара Гречилор, Гура Бустей, Бродок и Редиу.

## История
Археологическите разкопки показват, че областта около Васлуй е населена още от неолита. През XIV век се появява седалищния град Васлуй, чието население се изменя коренно през следващите векове. Името му се появява за пръв път в полски документ от 1375 г., подписан от сина на литовския княз Кориат Юрий. Името „Васлуй“ е споменато през 1435 г. в документа, с който княз Илиаш се изкачва на молдовския трон. Градът е изгорен и сравнен със земята при татарското нашествие в Молдова от 1439-1440 г.
Градът достига най-голямо значение през XV век, когато е своеобразна втора столица на Молдова, а по времето на Стефан Велики населението му е близко до това на близкия Яш. През 1475 г. княз Стефан печели най-голямата си победа срещу Османската империя в битката при Васлуй. След като столицата на княжеството е преместена от Сучава в Яш, при което административен център на южната част на Молдова става гр. Бърлад. Тогава значението на Васлуй спада силно и той се превръща в местен център на цинут (окръг) или търг (târg).
През втората половина на XIX век от Галиция пристига голяма еврейска общност, което дава нов тласък на икономиката на града. През 1899 г. 37 % от населението са евреи, равините се избират от хасидската династия Васлой. Въпреки това, поредицата погроми по време на Холокоста и голямата емиграционна вълна към Израел по време на комунистически период силно намаляват броя им.
В края на Първата световна война във Васлуй са държани цивилни военнопленници от български произход, отвлечени при отстъплениоето на румънските войски от Добруджа.
По време на Втората световна война паметникът на Стефан Велики е преместен от Кишинев във Васлуй.
Населението на града започва да се възстановява след 1968 г., когато градът става център на окръг Васлуй, което довежда до навлизане на хора от околните селски райони, а румънци и цигани са привлечени от индустриализацията по време на комунистическия режим.

## Население
Според последното преброяване на населението (2002 г.) 70 571 души живеят във Васлуй, което го прави 33-тия най-голям град в Румъния. Разборът по етнически групи е:
| Етническа група    | Процент |
| ------------------ | ------- |
| Румънци            | 98,63 % |
| Цигани             | 1,19 %  |
| Липовани (руснаци) | 0,06 %  |
| Други              | 0,12 %  |

### Историческо население
| Васлуй     | Васлуй | Васлуй | Васлуй | Васлуй | Васлуй | Васлуй | Васлуй | Васлуй | Васлуй | Васлуй | Васлуй | Васлуй | Васлуй |
| ---------- | ------ | ------ | ------ | ------ | ------ | ------ | ------ | ------ | ------ | ------ | ------ | ------ | ------ |
| година     | 1930   | 1941   | 1948   | 1956   | 1966   | 1968   | 1970   | 1980   | 1990   | 2002   |        |        |        |
| население  | 13 827 | 13 923 | 11 827 | 15 197 | 17 591 | 17 960 | 22 825 | 46 181 | 74 615 | 70 571 |        |        |        |
| Източници: |        |        |        |        |        |        |        |        |        |        |        |        |        |

Движение на бройката на населението на Васлуй по преброявания на населението:

## Спорт
Във Васлуй има футболен отбор ФК Васлуй състезаващ се в Румънската първа лига.

## Личности
Починали във Васлуй
- Нида Бога (1886 – 1974), румънски писател и общественик